# Emil Pfeiffer (Spielzeughersteller)
Emil Pfeiffer (EP) war ein im 19. Jahrhundert in Österreich gegründeter Spielzeug-, Massefiguren- und Puppenhersteller mit Sitz in Wien sowie einem Zweigbetrieb in Deutschland.

## Geschichte

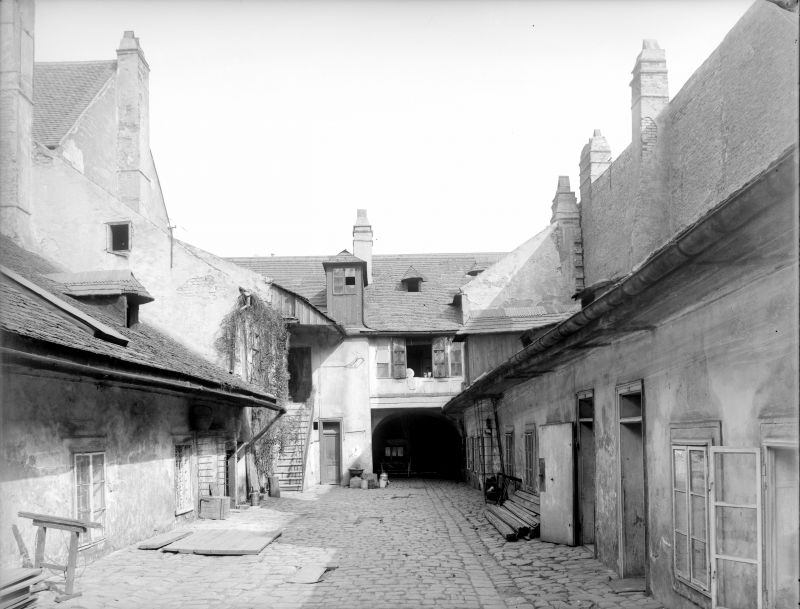
Innenhof der – damaligen – Neubaugasse 33 in Wien im Jahr 1908;
Foto von August Stauda im Besitz der Österreichischen Nationalbibliothek

Das Unternehmen wurde 1873 gegründet und stellte ab etwa 1880 auch Figuren für Kinder her. Nachdem wenig später die ersten Spielzeug-Eisenbahnen Einzug in die Kinderzimmer hielten, formte Pfeiffer hierfür beispielsweise Figuren für das Bahnpersonal und auch andere Figuren, die das Spiel mit einem Bahnhof lebendig wirken ließen. Die Materialien für solche Spielfiguren bestanden aus einer aus Sand, Müllereiabfällen und Kastanienmehl in ausrangierten Bäckermaschinen zusammengerührten Kompositionsmasse.

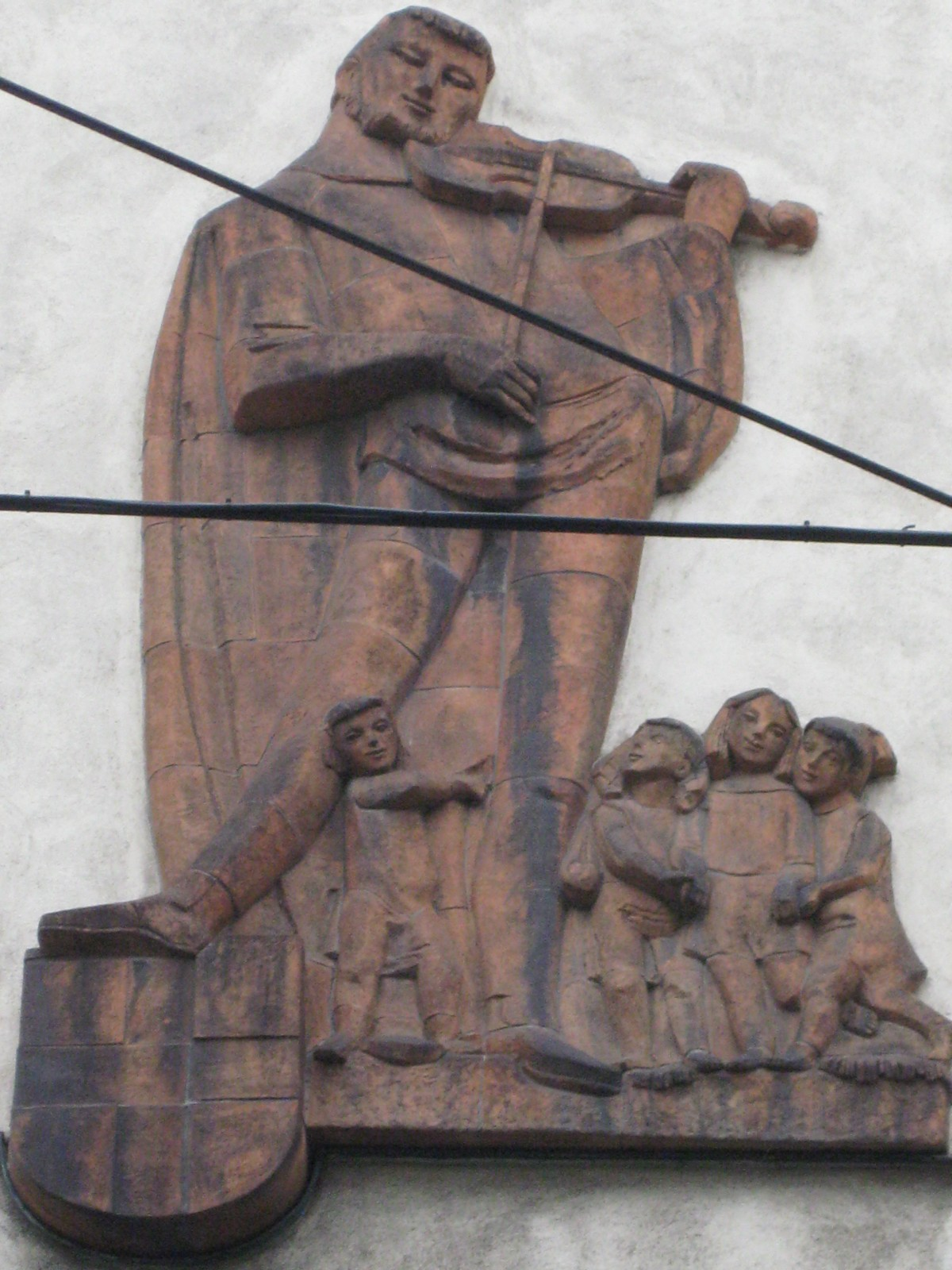
Detail der heutigen Westbahnstraße 1 in Wien: Terrakotta-Relief Spielmann mit Kindern von Gertrude Diener-Hillinger;
Foto von Ewald Judt

„[...] Weltberühmt wurden die Pfeiffer-Figuren aufgrund ihrer liebevollen und bunten Bemalung“, für die Pfeiffer „[...] nur die besten Maler engagierte, meist Studentinnen und Studenten der städtischen Kunstakademien“.
Für ihre Puppenkörper verwendete Pfeiffer Biskuitporzellan-Köpfe der Firmen Ernst Heubach sowie – mit den Form-Nummer 390, 560a sowie 1894 – Armand Marseille.
1926 wurde das Unternehmen umfirmiert in Emil Pfeiffer & Söhne. Als Zweigbetrieb des Wiener Herstellers wurde das Unternehmen Gebrüder Pfeiffer in Deutschland geführt.
Als Emil Pfeiffer Nachf. und unter der Adresse Neubaugasse 33 in Wien VII brachte das Unternehmen für 1956 einen mit schwarz-weißen Zeichnungen von Soldaten-Figuren sowie Tieren und Menschen für einen Bauernhof illustrierten Katalog Tipple-Topple-Tiere und Holzspielwaren / Neuheiten für 1956 – Novelties for 1956 heraus, deutsch und englisch untertitelt. Schon zuvor hatte das Unternehmen in den 1940er Jahren einen zweiten Standort in der Wiener Westbahnstraße 1.

## Marken und Formnummern
Für die von Pfeiffer hergestellten Compositions-Puppen ließ die Firma im Jahr 1904 ihre Schutzmarke Pfeifer eintragen. 1906 folgte die Eintragung der Marke mit den verschlungenen Initialen EP in einem Kreis.
Zusätzlich sind unter anderem die eingetragenen Bezeichnungen Fritz (Eintragung 1917), Huberta (1917), Hanka (1924) sowie Hubsy (1925) bekannt. Die zuvor 1922 eingetragene Bezeichnung Tipple Topple kennzeichnete das firmeneigene Compositionsmaterial.